# Tara Cunningham
Tara Lee Nott-Cunningham (10 de maio de 1972, em Del Rio, Texas) é uma ex-halterofilista americana.
Tara Nott ganhou ouro em halterofilismo nos Jogos Pan-Americanos de 1999, na categoria até 48 kg, sendo esta a primeira edição em que as mulheres foram incluídas nesse evento.
Nos Jogos Olímpicos de 2000, também a primeira edição em que o halterofilismo feminino foi incluído no evento, ela ficou com o ouro, na categoria até 48 kg, com 185 kg no total combinado (82,5 no arranque e 102,5 no arremesso), depois da desclassificação por dopagem bioquímica da búlgara Isabela Dragneva, que levantara 190 kg no total.
Quadro de resultados
| Ano  | Posição | Competição                      | Classe de peso | Marca               |
| 1998 | 6.      | Campeonato Mundial em Lahti     | –48 kg         | 167,5 kg (72,5+95)  |
| 1999 | 1.      | Jogos Pan-Americanos            | –48 kg         | 177,5 kg (77,5+100) |
| 1999 | 9.      | Campeonato Mundial em Atenas    | –48 kg         | 175 kg (77,5+97,5)  |
| 2000 | 1.      | Jogos Olímpicos                 | –48 kg         | 185 kg (82,5+102,5) |
| 2002 | 7.      | Campeonato Mundial em Varsóvia  | –53 kg         | 185 kg (85+100)     |
| 2003 | 7.      | Campeonato Mundial em Vancouver | –48 kg         | 175 kg (77,5+97,5)  |
| 2003 | 1.      | Jogos Pan-Americanos            | –48 kg         |                     |
| 2004 | 10.     | Jogos Olímpicos                 | –48 kg         | 172,5 kg (77,5+95)  |

Em 2015, Tara Nott foi eleita para o Weightlifting Hall of Fame. Ela é casada com o lutador de estilo livre Casey Cunningham.